# 로만 조브닌
로만 세르게예비치 로브닌(1994년 2월 11일 ~ )은 러시아의 축구 선수이다. 포지션은 미드필더이며 현재 러시아 프리미어리그의 스파르타크 모스크바 소속이다.